# Maison au 29, rue Birris à Westhoffen
La maison au 29, rue Birris est un monument historique situé à Westhoffen, dans le département français du Bas-Rhin.

## Localisation
Ce bâtiment est situé au 29, (anciennement 76 et 127) rue Birris à Westhoffen.

## Historique
Vers 1650, le tanneur Jean (Johann) Bury (1602 - 1665) de Lixheim fonde au 31 rue Birris (Burysgass) sa première tannerie à Westhoffen. Il était un oncle de l'aubergiste David Bury à Wasselonne, père du tanneur strasbourgeois Benjamin Bury, 12 rue des Dentelles (ancien Spitzegass no 4 et 5), fondateur de la première papeterie à Wasselonne (plus tard Papeterie Pasquay).
Le fils de Jean Bury, Jean-Jacques Bury (* v. 1650 - 1704) fit construire vers 1680 une maison en grès de style Renaissance flanquée d'une remarquable baie vitrée, au rue, qui porte aujourd'hui son nom : Burysgass.
L'édifice fait l'objet d'une inscription au titre des monuments historiques depuis 1931.

## Architecture
Les Burys étaient des huguenots de Troyes qui ont quitté la France après la quatrième guerre huguenote et ont d'abord été acceptés à Lixheim, Phalsbourg et plus tard à Bischwiller. L'architecture et la sculpture sont alors à leur apogée à Troyes, capitale de la Champagne, fut l'une des places fortes de la sculpture de la fin du Moyen Âge au début de la Renaissance. La présence de l'artiste Jacques Bachot est attestée dès 1497 à Troyes.

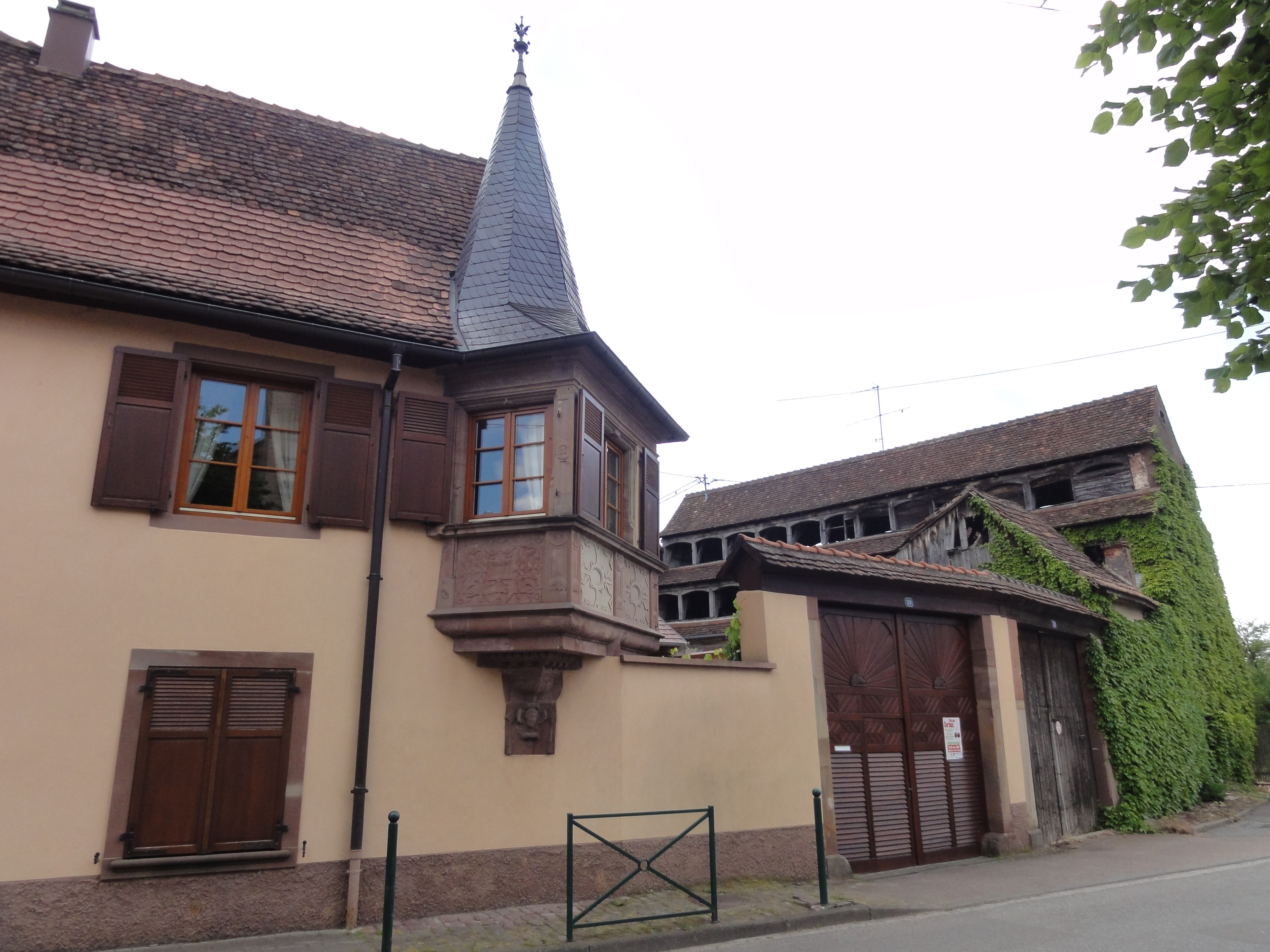
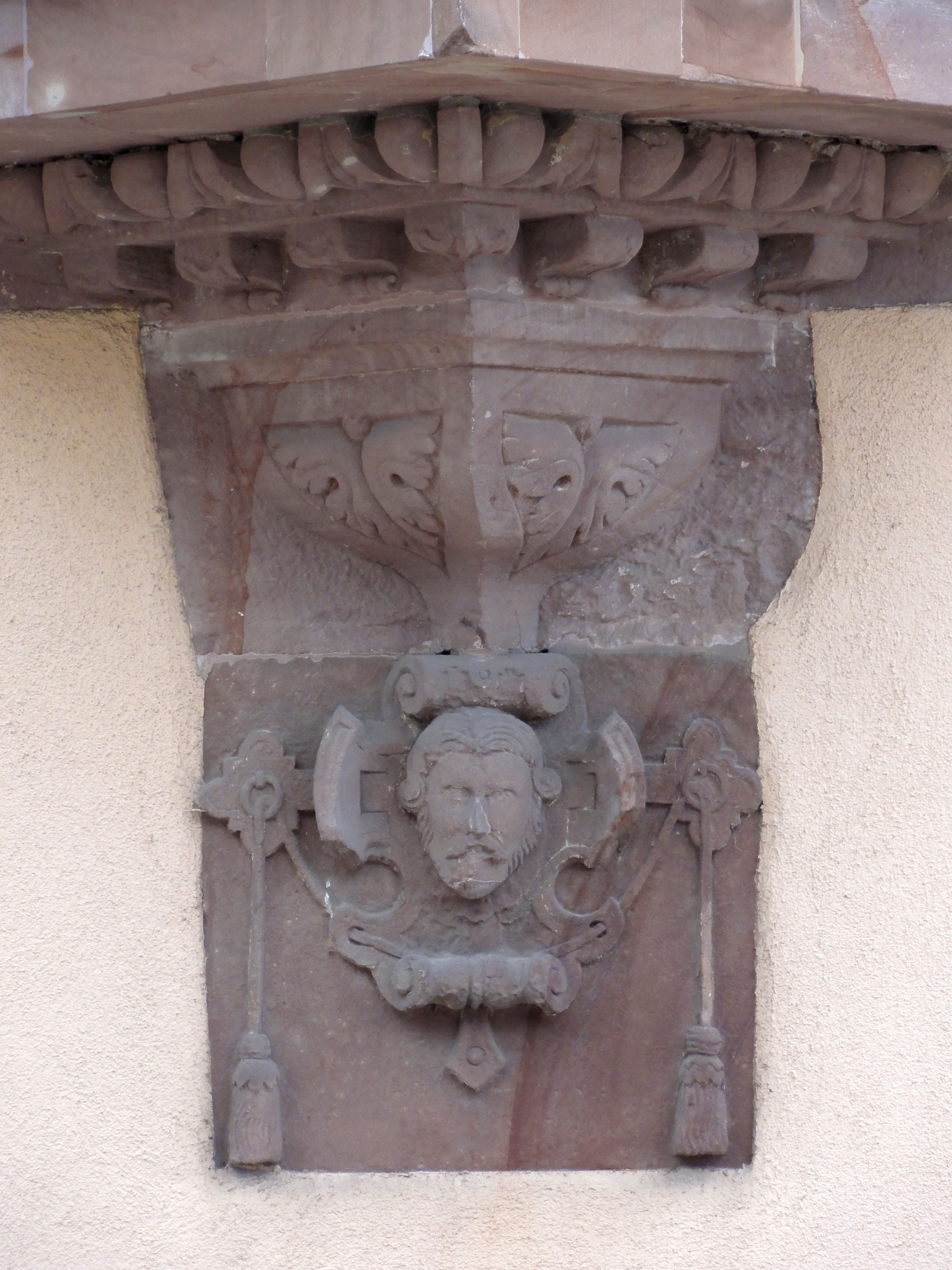